# Same
Same (o també Samos; grec antic: Σάμη o Σάμος) era la ciutat més antiga de Cefal·lènia. Segons la interpretació tradicional, l'illa de Same que apareix a l'Odissea entre les illes dels cefal·lenis es correspon amb Cefal·lènia i la ciutat de Same hauria rebut el seu nom per causa d'aquest antic nom de l'illa. Era situada a la costa oriental de l'illa, enfrontada amb Ítaca.
Juntament amb altres ciutats de l'illa (Crànios, Pronnes i Pale) es va aliar amb Atenes l'any 431 aC. Quan Marc Fulvi Nobílior l'any 189 aC es va presentar a l'illa, es va sotmetre als romans juntament amb les altres ciutats, però es va revoltar al cap de poc i va poder ser ocupada fins al cap de quatre mesos de setge. Segons Titus Livi, tots els seus habitants van ser venuts com a esclaus. De la narració que en fa es dedueix que Same tenia dues ciutadelles: la més petita, anomenada Cyatis, i l'altra, que anomena simplement «ciutadella major» (llatí: arx major. A l'època d'Estrabó i Plini el Vell només en romanien algunes restes.
Està situada dalt d'un turó a l'est de la vila d'Aigialós, que el 1914, seguint els criteris d'hel·lenització de la toponímia de l'estat grec per recuperar la toponímia de la Grècia Clàssica, fou reanomenada Σάμη (pronunciat [sámi]). Actualment és capital del municipi de Sami.